# 1171

## Události
- založen španělský cisterciácký klášter Veruela
- založen německý cisterciácký klášter Wörschweiler

## Narození
- 15. srpna – Alfons IX. Leónský, král Leónu a Galicie († 23. září 1230)
- ? – Anežka Francouzská, byzantská císařovna a francouzská princezna († po 1204)

## Úmrtí
- 1. srpna – Jindřich z Winchesteru, biskup, vnuk anglického krále Viléma I. Dobyvatele (* 1101)
- 6. listopadu – Balduin IV. Henegavský, henegavský hrabě (* 1108)

## Hlavy států
- České království – Vladislav II.
- Svatá říše římská – Fridrich I. Barbarossa
- Papež – Alexandr III. (protipapež: Kalixt III.)
- Anglické království – Jindřich II. Plantagenet
- Francouzské království – Ludvík VII.
- Polské knížectví – Boleslav IV. Kadeřavý
- Uherské království – Štěpán III. Uherský
- Sicilské království – Vilém II. Dobrý
- Kastilské království – Alfonso VIII. Kastilský
- Rakouské vévodství – Jindřich II. Jasomirgott
- Skotské království – Vilém Lev
- Byzantská říše – Manuel I. Komnenos